# Улица Анатолия Погребного (Чернигов)
Улица Анатолия Погребного (до 2024 года — улица Генерала Авдеенко) (укр. Вулиця Анатолія Погрібного) — улица в Новозаводском районе города Чернигова, исторически сложившаяся местность (район) Коты. Пролегает от улицы Инструментальная до улицы Тычины.
Примыкают улицы Литовская, Коты (Громовой), переулок Тычины.

## История
До 1973 года называлась Вишнёвая. Переименована, когда село Коты (его часть) вошло в состав города Чернигова, поскольку в Чернигове уже была улица с данным названием — в бывшем селе Бобровица. 10 апреля 1974 года Вишнёвая улица была переименована на улица Генерала Авдеенко — в честь Героя Советского Союза, уроженца села Коты Петра Петровича Авдеенко, согласно Решению Черниговского исполнительного комитета № 225.
С целью проведения политики очищения городского пространства от топонимов, которые возвеличивают, увековечивают, пропагандируют или символизируют Российскую Федерацию и Республику Беларусь, 10 июля 2024 года улица получила современное название — в честь советского и украинского литературоведа, уроженца Черниговщины Анатолия Григорьевича Погребного, согласно Решению Черниговского городского совета № 41/VIII-7 «Про переименование улиц в городе Чернигове» («Про перейменування вулиць у місті Чернігові»).

## Застройка
Улица пролегает в северном направлении с небольшим уклоном на запад. Парная и непарная стороны улицы заняты усадебной застройкой, при этом застройка непарной стороны начинается после примыкания Литовской улицы. Начало улицы (до примыкания Литовской улицы) непарной стороны — нежилая застройка (ПМК, АТП). Между улицей Громовой и переулком Тычины улицу пересекает безымянный ручей, впадающий в реку Стрижень; перед пересечением улицы образовывает небольшой водоём.
Учреждения: нет.